# Johan Marmitte
Johan Marmitte là một cầu thủ bóng đá người Mauritius, hiện tại thi đấu cho Curepipe Starlight SC ở Giải bóng đá ngoại hạng Mauritius và cho đội tuyển bóng đá quốc gia Mauritius ở vị trí tiền vệ. Anh sinh ra ở Mauritius ngày 31 tháng 1 năm 1977. Anh từng thi đấu cho US Beau Bassin/Rose Hill giai đoạn 2001-2002. Anh nằm trong đội tuyển quốc gia Mauritius trong Trò chơi điện tử Giải vô địch bóng đá thế giới 2010 chính thức.